# Aeroscopia
A Aeroscopia egy francia repülési múzeum Blagnacban (Haute-Garonne), Toulouse közelében. Különösen a Concorde két példányának ad otthont. A megnyitóra 2015. január 14-én került sor.

## Képtár

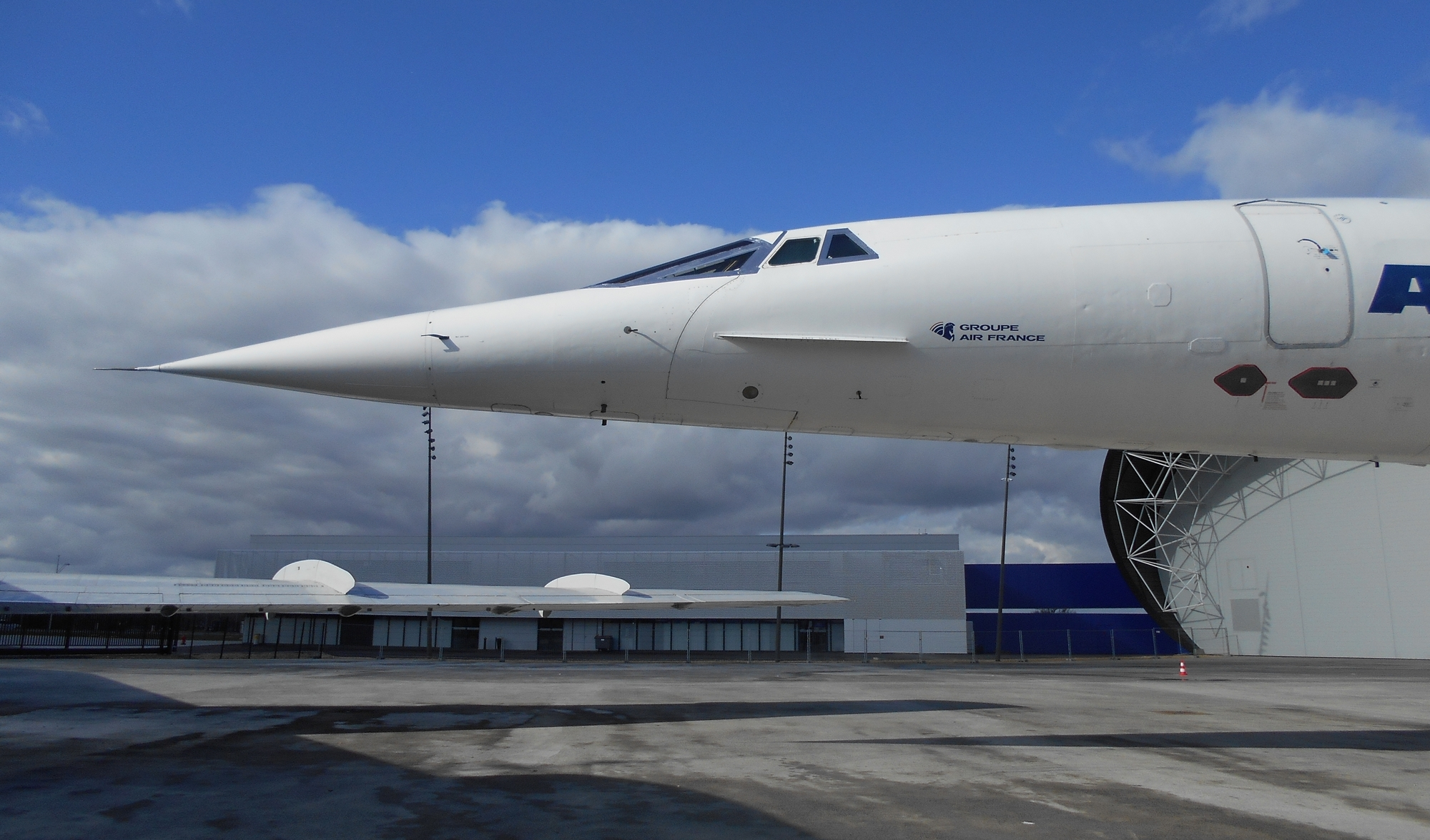
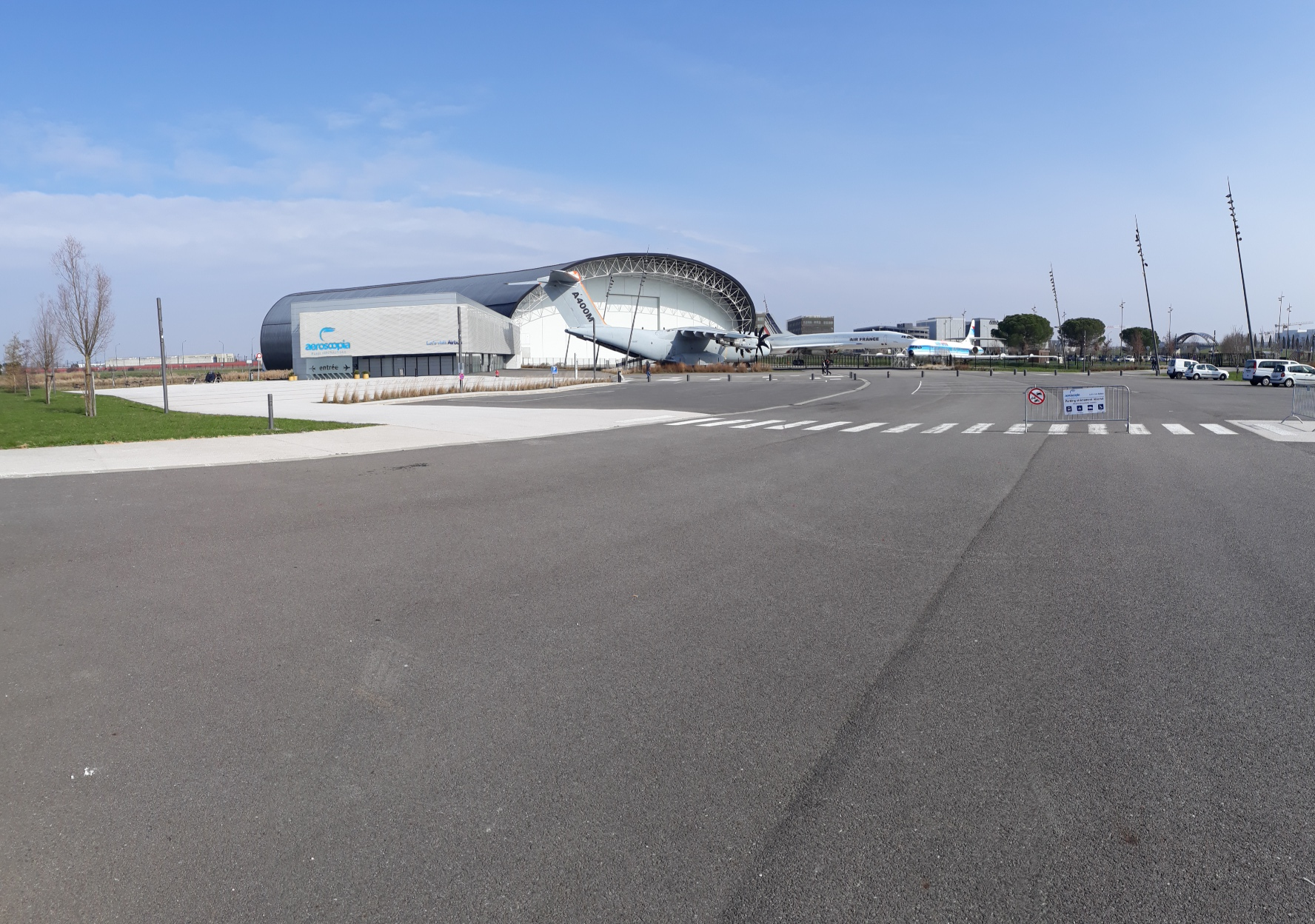
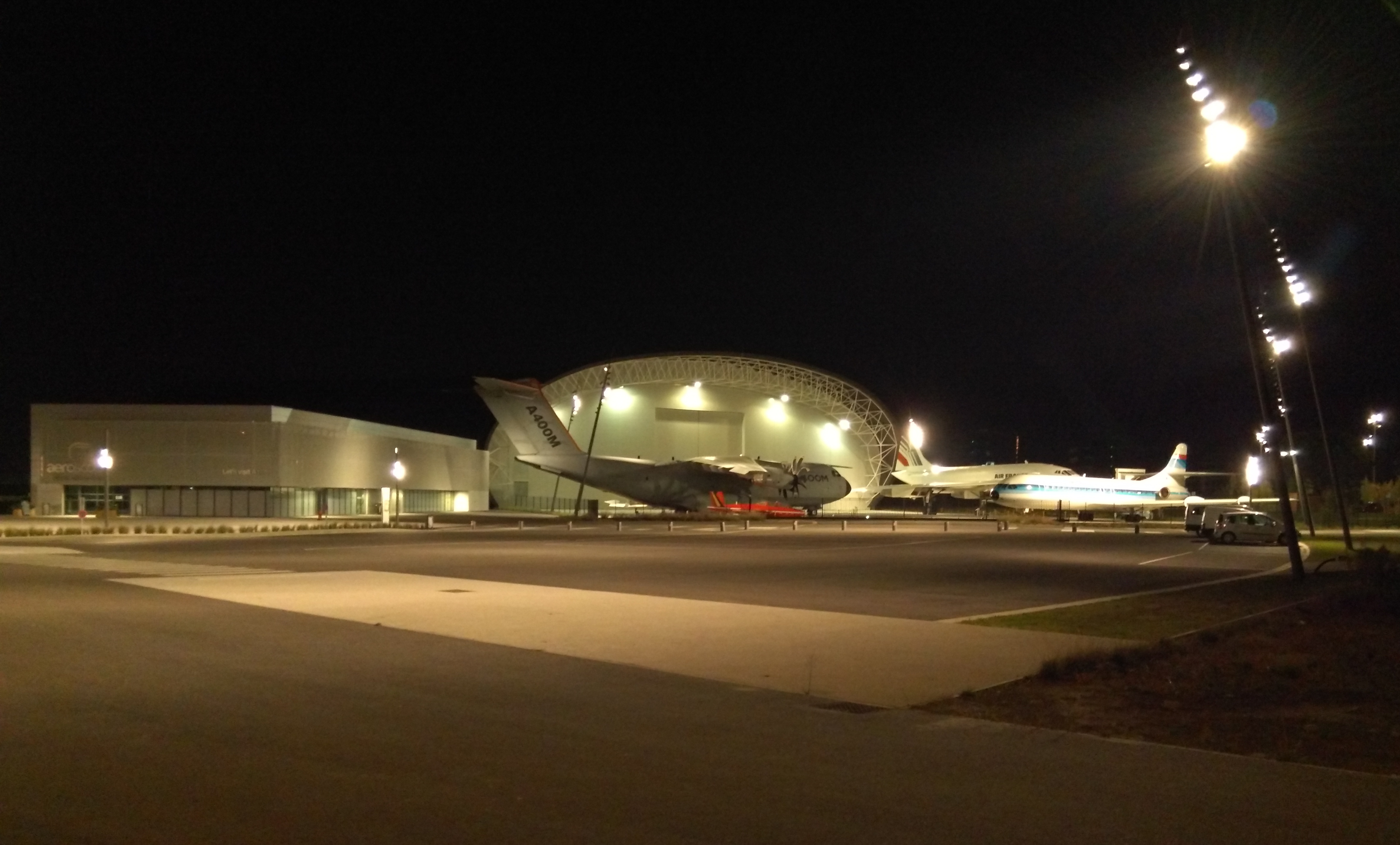

## Repülőgépek a kiállításon
- 2 Concorde[3]
- egy A380[4]
- egy A340[4]
- egy A320[4]
- egy A300B[5]
- egy A400M[6]
- egy ATR72[4]
- egy ATR42[4]
- egy Caravelle[5]
- egy Super Guppy[5]